# Zatoka Teodozyjska
Zatoka Teodozyjska (ukr. Феодосійська затока, ros. Феодосийский залив, krym. Kefe körfezi, w średniowieczu Zatoka Kaffa lub Caffa) – jedna z zatok Morza Czarnego u południowo-wschodnich brzegów półwyspu Krym. Szerokość zatoki wynosi ok. 31 kilometrów, głębokość u wejścia 20-28 m; na zachodnich brzegach zatoki znajdują się piaszczyste plaże, na wschodzie brzegi są wyższe i urwiste.
Nad zatoką położone jest miasto portowe Teodozja.
Na przełomie lat 1941 i 1942 brzegi Zatoki Teodozyjskiej były miejscem desantu wojsk ZSRR w ramach operacji kerczeńsko-teodozyjskiej.